# Sklep

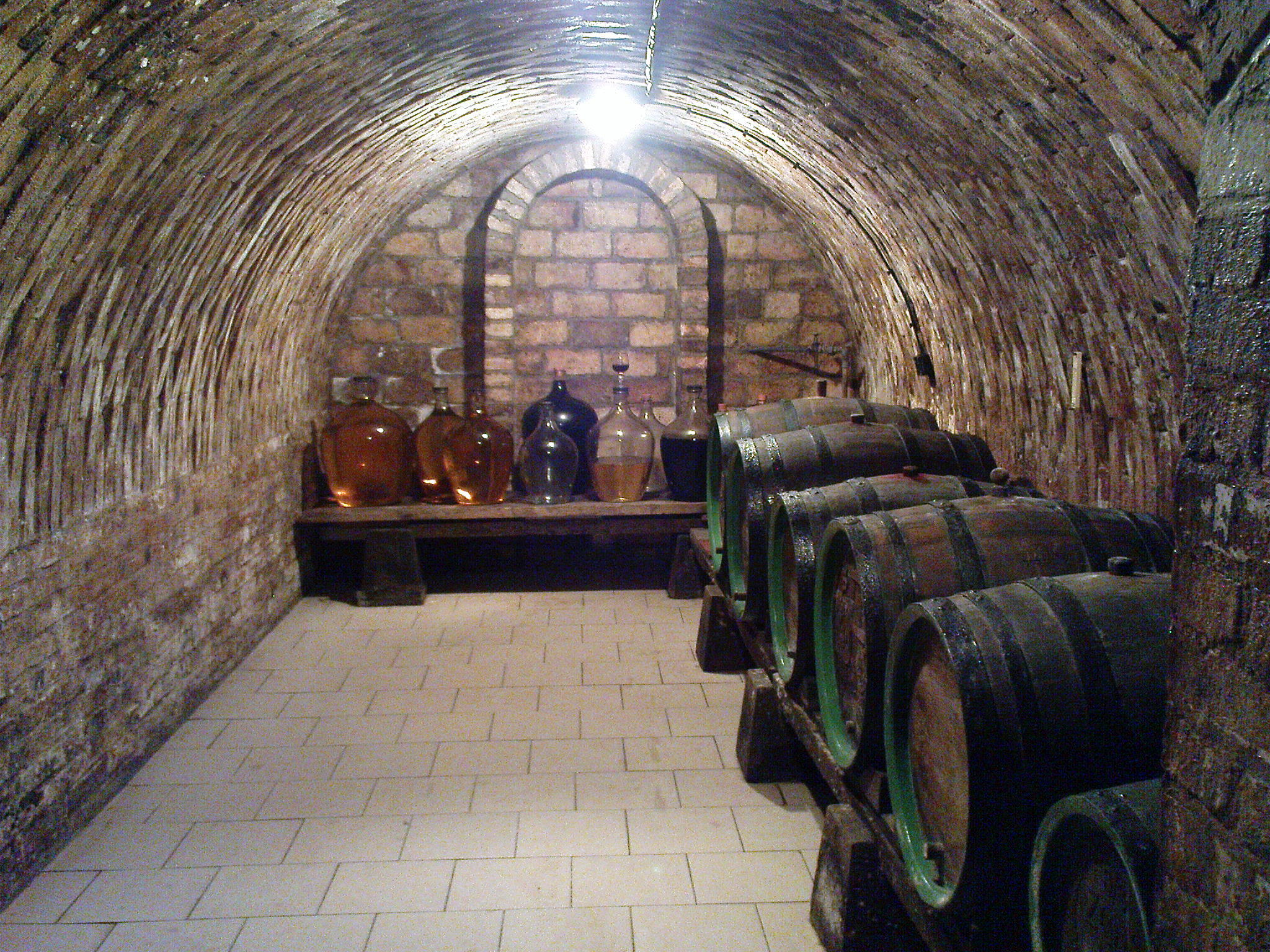
Vinný sklep s klenutým stropem v Čejkovicích

Sklep, případně i sklepy či sklepení, je odvětrávaný prostor, jehož podlaha se celá nebo z větší části nachází pod úrovní terénu. Sklep může být součástí budovy nebo stát samostatně. Sklepy jsou vhodné pro uskladnění potravin, případně nápojů (pivo, víno, medovina aj.), protože se v nich drží stálá, poměrně nízká teplota. Užívají se též k uskladnění materiálu, technologií, topiva, přebytečných věcí apod. Při bombardování nebo během přírodní pohromy (tornádo) mohou sloužit též jako úkryt.
Podsklepení obytného domu obvykle pomáhá k udržení vnitřní teploty během zimního období a často také omezuje vlhkost zdiva ve vyšších podlažích.

## Původ slova a terminologie
Slovo sklep souvisí s výrazem klenba, protože původní sklepy v českých zemích byly podzemní prostory s klenutým stropem. Jinak tomu bylo na Slovensku, kde podzemní prostory mívaly stropy rovné, nazývaly se (a dosud nazývají) pivnice. Terminologicky tedy není zcela přesné říkat, že pivnice (v původním, slovenském významu) a sklep je totéž. Pojmenování pivnice se taktéž používá ve slezských dialektech.
V polštině slovo sklep znamená obchod (jakožto provozovna), zatímco sklep se řekne piwnica a sklepienie znamená klenbu.
Správný termín pro chodbový sklep, sklepní chodbu je loch.

## Stavební hledisko
Sklep jako spodní stavba bývá často konstrukčně odlišný od horní části stavby. Musí být navržen tak, aby zajistil stabilitu celé stavby a chránil ji proti vnějším vlivům, slouží totiž částečně jako základový pas. Technologicky tak součástí sklepu bývá ochrana proti vodě, plynům či únikům tepla a účinné provětrávání. Na statiku sklepu také působí zemní tlak.